# Norbert Sahrhage
Norbert Sahrhage (* 30. September 1951 in Spenge) ist ein deutscher Historiker, Schullehrer und Kriminalautor.

## Leben
Norbert Sahrhage studierte an der Universität Bielefeld Geschichte, Sozialwissenschaften und Sport. Von 1979 bis 2015 war er Lehrer am Freiherr-vom-Stein-Gymnasium Bünde und am Widukind-Gymnasium Enger. Er promovierte im Jahr 2004 an der Universität Bielefeld über Diktatur und Demokratie in einer protestantischen Region: Stadt und Landkreis Herford 1929 bis 1953. Er hat mehrere Schriften zur Regionalgeschichte von Bünde, insbesondere auch zum jüdischen Leben und zur Zeit des Nationalsozialismus verfasst. Ab 2010 hat er mehrere Kriminalromane veröffentlicht. Er lebt in Spenge.

## Schriften
Regionalgeschichte
- „Juden sind in dieser Stadt unerwünscht!“. Die Geschichte der Synagogengemeinde Bünde im „Dritten Reich“. Unter Mitarbeit von Jürgen Bolz, mit einem Vorwort von Christoph Kleßmann. Verlag für Regionalgeschichte, Bielefeld 1988, ISBN 3-927085-09-X.
- Bünde zwischen „Machtergreifung“ und Entnazifizierung. Geschichte einer westfälischen Kleinstadt von 1929 bis 1953. Verlag für Regionalgeschichte, Bielefeld 1990, ISBN 3-927085-19-7.
- Diktatur und Demokratie in einer protestantischen Region. Stadt und Landkreis Herford 1929–1953 (= Herforder Forschungen, Bd. 18). Verlag für Regionalgeschichte, Bielefeld 2005, ISBN 3-89534-548-2.
- Vom Handballdorf zur Handballstadt. Zur Geschichte der Handballhochburgen Spenge und Lenzinghausen (= Herforder Forschungen, Bd. 22). Verlag für Regionalgeschichte, Bielefeld 2007, ISBN 978-3-89534-682-8.
- Bünde. Stadt und Amt von 1719 bis 1990 (= Herforder Forschungen, Bd. 27). Verlag für Regionalgeschichte, Bielefeld 2019, ISBN 978-3-7395-1177-1.
- Bünder Köpfe. 112 kurze Biografien. Verlag für Regionalgeschichte, Bielefeld 2022, ISBN 978-3-7395-1360-7.

Kriminalromane
- Der tote Hitlerjunge, Bielefeld: Pendragon-Verlag, 2010.
- Blutiges Zeitspiel, Bielefeld: Pendragon-Verlag, 2012.
- Lehrermord, Bielefeld: Pendragon-Verlag, 2014.
- Der Mordfall Franziska Spiegel, Krimi vor dem Hintergrund des realen Mordfalls Franziska Spiegel im Jahre 1944, Bielefeld: Pendragon-Verlag, 2016[2]
- Kieslich muss sterben, Norderstedt, Books on Demand, 2021.
- Werwolfmorde?, Norderstedt, Books on Demand, 2021.